# Gina Zurlo
Gina Zurlo é uma historiadora, socióloga e pesquisadora americana de história do cristianismo em nível mundial. Ela é pesquisadora visitante no Instituto de Cultura, Religião e Assuntos Mundiais da Universidade de Boston. Ela foi cofundadora do Centro para o Estudo do Cristianismo Global, com sede no Seminário Teológico Gordon-Conwell, em South Hamilton, Massachusetts. Gina foi nomeada pela BBC como uma das 100 mulheres mais inspiradoras e influentes de todo o mundo em 2019 por seu trabalho em estatísticas religiosas e no futuro feminino da religião.

## Educação
Gina Zurlo fez seu doutorado em História e Hermenêutica pela Escola de Teologia da Universidade de Boston sob a orientação de Dana Robert e se formou em 2017. A sua dissertação centrou-se no papel da quantificação no desenvolvimento do cristianismo mundial, com especial enfoque no trabalho de David B. Barrett, missionário anglicano no Quênia.

## Carreira
Gina Zurlo ensina história religiosa americana, Cristianismo Mundial e Mulheres no Cristianismo Mundial em Gordon-Conwell. Ela é membro da Sociedade para o Estudo Científico da Religião e da Associação de Pesquisa Religiosa. Ela é coeditora do World Religion Database (Brill).